# Partit Popular Britànic (2005)
|  | No s'ha de confondre amb Partit Popular Britànic (1939) o Partit Popular Britànic (2015). |

El Partit Popular Britànic (PPB, en anglès: British People's Party) va ser un partit polític neonazi al Regne Unit, creat l'any 2005 per Kevin Watmough, Eddy Morrison, John G. Wood i Sid Williamson, antics membres de Combat 18, Partit Nacional Britànic (PNB), Front Nacional (FN) i el Partit Nacionalista Blanc, com a grup escindit de l'Aliança Nacionalista. El seu membre fundador Eddy Morrison va deixar el PPB i es va unir a la FN el 2009. El partit es va dissoldre el 2013.

## Ideologia
El partit estava compromès amb una sèrie d'ideals, com ara la implementació de les Fourteen Words, i l'expulsió de no blancs i jueus. També va expressar el seu suport al lleialisme a Irlanda del Nord. El PBB va descriure les seves polítiques econòmiques com l'establiment d'un «Estat dels Treballadors Blancs» com a alternativa al marxisme i el capitalisme i va afavorir la nacionalització dels mitjans de comunicació i els bancs, el suport a les petites empreses, mentre que defensava el desmantellament de les multinacionals i la recriminalització de l'homosexualitat. El PBB també va negar l'Holocaust.

## Història
El PPB estava dirigit per Kevin Watmough i va seguir en gran manera als llegats dels nazis britànics anteriors al partit, com Arnold Leese, John Beckett i Colin Jordan. El 27 d'octubre de 2005, el partit es va registrar oficialment a la Comissió Electoral com a British People's Party – Putting Britons First («Partit Popular Britànic – Posant els britànics primer»). El PPB tenia inicialment dues publicacions periòdiques: Vanguard, que sortia cada mes, i Imperium, una revista trimestral més teòrica. Totes dues han deixat de publicar-se. El 17 d'octubre de 2005, el PPB va ser prohibit l'accés al partit als membres del PNB.
El PPB va presentar un petit nombre de candidats a les eleccions municipals de maig de 2006, però no va guanyar cap escó. El partit no es va presentar a les eleccions de l'any següent, ja que van afirmar haver declarat una «treva» amb el PNB, però continuen oposant-se al PNB pel seu rebuig al nazisme. El PPB també va criticar el Partit British First acusant-lo d'intentar amagar el seu nazisme i comportar-se com un partit «populista».
Martyn Gilleard, membre del Partit Goole, va ser condemnat el juny de 2008 per posseir pornografia infantil, armes il·legals i artefactes explosius. Gilleard va ser condemnat a tretze anys de presó i des de llavors s'ha convertit a l'islam. Quan la policia va escorcollar casa seva va trobar 39.000 imatges indecents de nens i un arsenal d'armes, bombes i literatura d'extrema dreta. Va ser expulsat del PPB quan la policia va revelar que també havia estat detingut per tinença de pornografia infantil.
El partit va donar suport a Simon Sheppard durant la seva detenció, judici i empresonament per incitació a l'odi racial pel material publicat a la seva pàgina Heretical Press.
El grup va intentar expandir-se a Irlanda del Nord amb el nom de Partit Popular Britànic de l'Ulster. Va dur a terme campanyes de fulletons en suport del retorn de la política de disparar per matar i contra la presència de persones gitanes a la zona de Village al sud de Belfast. Una altra campanya contra la immigració polonesa va ser condemnada pel diputat del Partit Unionista Democràtic Gregory Campbell, que va demanar una repressió contra el PPB a Irlanda del Nord. Tot i que el lloc web del PPB va declarar de manera declarada que donava suport a la continuïtat d'Irlanda del Nord dins del Regne Unit, també va oferir cobertura a Ulster Nation, un diari proindependentista.
L'únic membre del PPB que es va presentar a les eleccions va ser David Jones (que va ser l'antic comissari del PPB) que tres anys consecutius va disputar el barri de Todmorden del Consell de Calderdale, a West Yorkshire, on és resident. El maig de 2010 va rebre 283 vots (5%) de l'enquesta, el maig de 2011, 203 vots (5,5%) i el maig de 2012, 257 vots (8,5%). Segons el lloc web del partit, Jones va ser expulsat del PPB, per acusacions de desprestigiar-los, una setmana abans de les eleccions del 2012.
El partit va ser «donat de baixa voluntàriament» a la Comissió Electoral el 25 de juliol de 2013. Watmough va dissoldre el partit i va demanar a tots els membres i simpatitzants que donin el seu suport al Front Nacional, que creu que pot crear una reacció viable de la classe treballadora blanca al Regne Unit.

## Pertinença
Els informes anuals del partit a la Comissió Electoral no en donaven xifres d'afiliació, però semblava que el nombre d'afiliats estava en declivi. L'últim informe (2010) afirmava que l'afiliació anual costava 10 £ i l'afiliació vitalícia 35 £. Els ingressos per membres es van donar en 780 £, cosa que suggereix un mínim de 23 i un màxim de 78 membres. Els rebuts d'afiliació van arribar als 920 £ el 2009, un màxim de 92 membres. Abans del 2009, hi havia una única categoria de membres a 5 £ anuals. L'any 2008, els rebuts d'afiliació eren de 1.170 £, cosa que suggereix que tenien uns 234 membres. De la mateixa manera, el 2007 hi havia 315 membres i 262 el 2006.